# Solar Egg
Solar Egg är en flyttbar, demonterbar och vedeldad bastu, som ritats av Bigert & Bergström för Riksbyggen.
Riksbyggen ingick under 2017 ett avtal med LKAB om att bygga cirka 250 bostadsrätter i Malmfälten under en tioårsperiod, ett projekt som Solar Egg ingår i. Bastun invigdes april 2017 i Kiruna. Det har senare visats bland annat i Björkliden, vid Centre Culturel Suédois i Paris och vid konsthallen Artipelag i Värmdö kommun.. 
Solar Egg är fem meter hög och fyra meter bred och har ett självbärande skal av 69 moduler i rostfri spegelplåt som återger sin omgivning. Interiören är utformad av trä där väggpaneler och golvtrall är gjorda i furu och laven av asp. I centrum av ägget står en vedeldad och hjärtformad kamin av järn och sten. Temperaturen i ägget pendlar mellan 75 och 85 °Celsius, och rymmer upp till åtta personer.

## Priser i urval
- Red dot award 2017 med titeln Best of the best.[3][4]
- Stålbyggnadspriset 2017[5]
- Svenska Designpriset 2017, silverplakett i klassen "Event"[6]